# Bohuslav Matěj Černohorský
Bohuslav Matěj Černohorský (baptisé à Nymburk, Royaume de Bohême, le 16 février 1684 — mort à Graz en duché de Styrie, le 1er juillet 1742), est un frère franciscain, organiste et compositeur tchèque.
Avec Jan Dismas Zelenka, il est considéré comme le plus grand compositeur de l’époque baroque tchèque et « le père de la musique bohémienne ».

## Biographie
Bohuslav Černohorský est le fils d'un instituteur organiste. Il effectue ses études de philosophie à l'université de Prague et son noviciat à l'église Saint-Jacques où il est fait père minorite en 1703. 
Il fait plusieurs séjours en Italie pour étudier et enseigner, occupant parallèlement un poste d'organiste à d'Assise (1711 et 1715) où il a pour élève Tartini. Puis il est chef de chœur à Padoue jusqu'en 1720. Il retourne en bohème, où il est nommé maître de chapelle à Saint-Jacques jusqu'en 1735 et à Saint-Jacob, où il a pour élève Gluck,. 
Le « padre Boemo », retourne à Padoue en tant qu'organiste entre 1731 et 1741. Nombre de manuscrit sont perdus lors d'un incendie en 1754, du monastère franciscain de Prague,.
Ses autres élèves, outre Tartini et Gluck, sont notamment Jan Zach, Josef Seger, František Tůma et Haza.

## Œuvre
Bohuslav Černohorský est surnommé « le Bach de Bohème » par Kretzchmar en raison de son habilité dans le langage contrapuntique. Sa réputation est telle que les écrivains tchèques le considèrent comme le fondateur de l'école, « le père de la musique bohémienne ». Sa production dans un style fluide de goût italien vénitien, comprend de la musique sacrée et des œuvres pour orgue, dont il semble avoir fortement participé à son évolution dans la période baroque.
- Vesperæ Minus Solenne (1702–1710), pour chœur, 2 violons et orgue.
- Regina Cæli a 8 (1712), pour double chœur.
- Laudetur Jesus Christus (1729, pour soprano, alto, ténor, basse, cordes et orgue.
- Precatus est Moyses, pour soprano, alto, ténor, basse, 2 violons, alto, 3 trompettes et orgue.
- Quare Domine Irasceris, pour soprano, alto, ténor, basse, 2 violons, alto, 3 trompettes et orgue.
- Fugue en la mineur, pour orgue
- Toccata en ut majeur, pour orgue

Alexandre Guilmant a publié une Fugue en ré mineur pour orgue dans son École Classique de l'Orgue, morceaux d’Auteurs célèbres, cahier no 18 « Deux Fugues en ré mineur » (F. Roberday, le Père Czernohorsky), Paris, Durand, 1900.

## Discographie
- Litanies - Societas Incognitorum ; Ensemble Hipocondria ; Pavel Černý, orgue (2005, Arta F1 0139) (OCLC 368530081)